# Словарь Кормака
Словарь или Глоссарий Кормака (ирл. Sanas Chormaic) — ирландский глоссарий, традиционно приписываемый Кормаку мак Куленнану (†908), королю и епископу Кашеля, Мунстер.
В глоссарии даётся этимология более 1400 ирландских слов. Термин sanas, родственный валлийскому hanes («история, повествование»), может также относиться к тайному совету короля Кашеля, и, возможно, глоссарий рассматривался в королевских кругах Кашеля как хранилище тайных материалов.
Глоссарий был отредактирован и переведён Уитли Стоуксом в 1862 и 1868 годах и Куно Мейером в 1913 году.

## Рукописи
Текст сохранился в двух вариантах в нескольких ирландских рукописных коллекциях. Более ранняя и короткая версия полностью содержится в «Крапчатой книге» (Leabhar Breac, RIA MS 1230), фрагментарно — в «Лейнстерской книге» (TCD MS 1339), «Книге Уи Мане» (Leabhar Ua Maine, RIA MS D ii 1) и в MS LAUD 610 (Бодлианская библиотека Оксфорда); более длинная — в «Жёлтой книге Лекана» (Leabhar Buidhe Leacáin, TCD MS 1318) и MS 1317 TCD. Разница в длине объясняется позднейшим добавлением в конце многих блоков дополнительного материала из других глоссариев. С Кормаком может быть связана короткая версия, хотя неясно, в чём именно заключалось его участие.
Возможно, это произведение было включено в «Псалтирь Кашеля» (Saltair Chaisil), ныне утраченный рукописный сборник, вероятно, редактировавшийся Кормаком, который, как считается, содержал различные генеалогические и этиологические предания, относящиеся к Мунстеру.

## Содержание
Материал приведён под заголовками, упорядоченными только по первой букве; далее алфавитный порядок не сохраняется. В записях перечисляется большое количество старых и редких слов, включая имена из ирландской литературы. Содержание необычайно разнообразно: начиная от базовых словарных статей, где одно слово объясняется с помощью другого, сложного этимологического анализа слов (наследие метода Исидора Севильского) и заканчивая полноценными рассказами, вызванными тем или иным заглавным словом. Эти слова часто становятся ключевым словом повествования.
Не весь корпус источников работы удалось проследить, однако ясно, что в основном использовались существующие глоссарии, относящиеся к конкретным типам текстов. Например, разделы, посвящённые законам, были включены как из сборника «Великая старина» (Senchas Már), так и из местной мунстерской традиции Bretha Nemed («Суждения привилегированных лиц»). Есть разделы, в которых ирландские слова выводятся из латыни, греческого и иврита, считавшихся учёными раннего средневековья tres linguae sacrae («тремя священными языками»). Многие греческие термины, очевидно, заимствованы из континентального источника, возможно, греко-латинского глоссария Мартина Ланского (Martin Hibernensis), сохранившегося в Laon MS 444 (Муниципальная библиотека Лана). Еврейские слова могут прямо или косвенно происходить из работы Иеронима о древнееврейских именах.
Не все приведённые Кормаком этимологии полезны с точки зрения истинного происхождения слов. Многие суждения автора переосмыслены современными комментаторами; например, он помещает Мананнана на остров Мэн, а не в потусторонний Эмайн Аблах. Во многих случаях Кормак является некритичным эвгемеристом: он называет королями или героями тех, кто в настоящее время считается людьми божественного происхождения.
Тем не менее, «Словарь Кормака» является постоянно цитируемым источником информации. Это ценная энциклопедия ирландской устной традиции. Глоссарий показывает, что ирландцы смогли включить и принять свои языческие верования и по-прежнему ссылаться на них, считая себя при этом христианами. Существуют записи по таким темам, как четыре праздника (Самайн, Имболк, Белтейн и Лугнасад), магические практики (imbas forosnai), происхождение и значении имён богов, например, Бригиты и Морриган.